# Bokove, Lutuhîne
Bokove (în ucraineană Бокове) este un sat în comuna Kameanka din raionul Lutuhîne, regiunea Luhansk, Ucraina.

## Demografie
Componența lingvistică a localității Bokove
     Ucraineană (96,88%)
     Rusă (3,13%)
Conform recensământului din 2001, majoritatea populației localității Bokove era vorbitoare de ucraineană (96,88%), existând în minoritate și vorbitori de rusă (3,13%).